# Tiro esportivo nos Jogos Insulares de 2023
O torneio de tiro esportivo nos Jogos Insulares de 2023 foi realizado nas paróquias de Lé Vale e Saint Pierre du Bois, Guernsey, entre os dias 9 e 14 de julho. Foram realizados um total de quarenta e três eventos, entre equipamentos de ar, Clay Range, Clay Sporting, Fullbore e pistola. As disputas ocorreram em Aztech Centre, Chouet, Fort le Marchant e Portinfer (Lé Vale) e em Mont Herault (Saint Pierre du Bois).

## Medalhistas

### Ar
| Evento                                        | Ouro                                             | Ouro   | Prata                                    | Prata  | Bronze                                     | Bronze |
| --------------------------------------------- | ------------------------------------------------ | ------ | ---------------------------------------- | ------ | ------------------------------------------ | ------ |
| Pistola de 10 m (ISSF) masculino - individual | Morgan Johansson Cropper Gotland                 | 237.6  | Paul Guillou Guernsey                    | 226.6  | Stellan Egeland Åland                      | 207.9  |
| Pistola de 10 m (ISSF) masculino - equipe     | Morgan Johansson Cropper Pontus Nordgren Gotland | 1120   | Paul Guillou Jack Hanca Guernsey         | 1092   | Perron Phipps Matthew Reed Ilha de Wight   | 1082   |
| Pistola de 10 m (ISSF) feminino - individual  | Shelley Sprack Ilha de Wight                     | 222.5  | Sarah Chalker Jersey                     | 219.9  | Kathryn Holden Ilha de Man                 | 197.6  |
| Pistola de 10 m (ISSF) feminino - equipe      | Tara Leighton-Dyson Nikki Trebert Guernsey       | 1080   | Imogen Reed Shelley Sprack Ilha de Wight | 1070   | Kathryn Holden Blae Richardson Ilha de Man | 1062   |
|                                               |                                                  |        |                                          |        |                                            |        |
| Rifle de 10 m (ISSF) masculino - individual   | Luke Malčić Guernsey                             | 240.1  | Paul Guillou Guernsey                    | 238.2  | Guy Moss Ilha de Wight                     | 213.9  |
| Rifle de 10 m (ISSF) feminino - individual    | Elizabeth Hart Jersey                            | 235.3  | Andrea Guillou Guernsey                  | 234.2  | Paige Fryer Jersey                         | 212.3  |
| Rifle de 10 m (ISSF) - equipe                 | Paul Guillou Luke Malčić Guernsey                | 1191.8 | Paige Fryer Elizabeth Hart Jersey        | 1174.4 | Andrea Guillou Amy Woodland Guernsey       | 1167.9 |

### Clay Range
| Evento                                     | Ouro                                              | Ouro | Prata                                                | Prata | Bronze | Bronze |
| ------------------------------------------ | ------------------------------------------------- | ---- | ---------------------------------------------------- | ----- | --- | ------ |
| Skeet aberto - individual                  | Marlon Attard Gozo                                | 52   | Tórur Fløtt Ilhas Faroé                              | 46    | Jóhann Fløtt Ilhas Faroé | 38     |
| Olympic Skeet masculino - equipe           | Fredrik Melin Jonny Lindstedt Gotland             | 171  | Bengt-Olof Lindgren Marcus Påvals Åland              | 166   | Jóhann Fløtt Tórur Fløtt Ilhas Faroé | 156    |
|                                            |                                                   |      |                                                      |       | |        |
| Olympic Trap aberto - individual           | Juan Manuel Bagur Bosch Minorca                   |      | Finn Ludvig Ilhas Faroé                              |       | Kevin Cowles Gibraltar |        |
| Olympic Trap masculino - equipe            | Mark Riley Robert Watterson Ilha de Man           | 164  | Nicholas Dewe Stefan Roberts Sark                    | 163   | Alex Williams Darren Burtenshaw Guernsey Finn Ludvig Jón Hjørleifson Jacobsen Ilhas Faroé Juan Manuel Bagur Bosch Sebastian Bosch Moll Minorca | 162    |
|                                            |                                                   |      |                                                      |       | |        |
| Automatic Ball Trap masculino - individual | Alex Johannesen Ilhas Faroé                       | 127  | Juan Manuel Bagur Bosch Minorca                      | 126   | Robert Watterson Ilha de Man | 116    |
| Automatic Ball Trap masculino - equipe     | Alex Johannesen Per Simunarson Hansen Ilhas Faroé | 148  | Juan Manuel Bagur Bosch Sebastian Bosch Moll Minorca | 145   | Alex Williams Darren Burtenshaw Guernsey | 145    |
|                                            |                                                   |      |                                                      |       | |        |
| English Skeet aberto - individual          | David Tavernor Anglesey                           | 140  | Nicholas Mihailovits Ilha de Man                     | 140   | Mark Andrews Jersey | 136    |
| English Skeet aberto - equipe              | John Wild Matthew Spruce Guernsey                 | 186  | Alex Bailey Mark Andrews Jersey                      | 181   | David Tavernor Frederick Roberts Anglesey | 177    |

### Clay Sporting
| Evento                                  | Ouro                                                        | Ouro | Prata                                               | Prata | Bronze                                            | Bronze |
| --------------------------------------- | ----------------------------------------------------------- | ---- | --------------------------------------------------- | ----- | ------------------------------------------------- | ------ |
| English Sporting masculino - individual | Daniel Bishop Ilha de Wight                                 | 89   | Lee Pitman Ilha de Wight                            | 85    | Mark Downer Ilha de Wight                         | 82     |
| English Sporting masculino - equipe     | Daniel Bishop Lee Pitman Mark Downer Ilha de Wight          | 180  | Clifford Eborall James Ashplant Ross Angus Guernsey | 163   | Alan Kinrade Michael Cross Stan Cross Ilha de Man | 158    |
| English Sporting feminino - individual  | Jennie Cartwright Ilha de Wight                             | 78   | Katie Bishop Ilha de Wight                          | 67    | Lara Calleja Gozo                                 | 67     |
| English Sporting feminino - equipe      | Jennie Cartwright Katie Bishop Sarah Franklin Ilha de Wight | 142  | Alison Damarell Janet Vining Lucy Slimm Guernsey    | 126   |                                                   |        |
|                                         |                                                             |      |                                                     |       |                                                   |        |
| Sport Trap masculino - individual       | Daniel Bishop Ilha de Wight                                 | 85   | John Wild Guernsey                                  | 85    | Martin Kneen Ilha de Man                          | 81     |
| Sport Trap masculino - equipe           | Daniel Bishop Lee Pitman Mark Downer Ilha de Wight          | 170  | Clifford Eborall John Wild Ross Angus Guernsey      | 164   | David Le Rendu Greg Sanderson Iain Barette Jersey | 157    |
| Sport Trap feminino - individual        | Jennie Cartwright Ilha de Wight                             | 80   | Lara Calleja Gozo                                   | 67    | Janet Vining Guernsey                             | 64     |
| Sport Trap feminino - equipe            | Jennie Cartwright Katie Bishop Sarah Franklin Ilha de Wight | 143  | Bonny Cunliffe Catriona Duffy Nia Rogers Anglesey   | 117   |                                                   |        |

### Fullbore
| Evento                    | Ouro                                  | Ouro    | Prata                              | Prata   | Bronze                   | Bronze  |
| ------------------------- | ------------------------------------- | ------- | ---------------------------------- | ------- | ------------------------ | ------- |
| Kings aberto - individual | Robert Waters Guernsey                | 391-46v | Matt Neal Jersey                   | 389-40v | Mark Dodd Ilhas Malvinas | 382-34v |
| Kings aberto - pares      | Ollie Hudson Nicholas Kerins Guernsey | 588-70v | Michael Cotillard Matt Neal Jersey | 571-54v |                          |         |

### Pistola
| Evento                                                     | Ouro                                              | Ouro | Prata                                                  | Prata | Bronze                                    | Bronze |
| ---------------------------------------------------------- | ------------------------------------------------- | ---- | ------------------------------------------------------ | ----- | ----------------------------------------- | ------ |
| Pistola de 25 m (ISSF) feminino - individual               | Tara Leighton-Dyson Guernsey                      | 556  | Imogen Reed Ilha de Wight                              | 547   | Sarah Chalker Jersey                      | 547    |
| Pistola de 25 m (ISSF) feminino - equipe                   | Nikki Trebert Tara Leighton-Dyson Guernsey        | 1094 | Imogen Reed Shelley Sprack Ilha de Wight               | 1079  | Anita Chaperon Bettina Manner Gibraltar   | 1049   |
| Pistola de 50 m (ISSF) aberto - individual                 | Morgan Johansson Cropper Gotland                  | 554  | Matthew Reed Ilha de Wight                             | 540   | Jonathan David Patron Gibraltar           | 525    |
| Pistola de 50 m (ISSF) aberto - equipe                     | Bengt Hyytiäinen Morgan Johansson Cropper Gotland | 1056 | Perron Phipps Matthew Reed Ilha de Wight               | 1044  | Paul Guillou Tara Leighton-Dyson Guernsey | 1026   |
|                                                            |                                                   |      |                                                        |       |                                           |        |
| Pistola Standard de 25 m (ISSF) feminino - individual      | Tara Leighton-Dyson Guernsey                      | 539  | Shelley Sprack Ilha de Wight                           | 522   | Nikki Trebert Guernsey                    | 521    |
| Pistola Standard de 25 m (ISSF) feminino - equipe          | Nikki Trebert Tara Leighton-Dyson Guernsey        | 1060 | Imogen Reed Shelley Sprack Ilha de Wight               | 1033  | Anita Chaperon Bettina Manner Gibraltar   | 931    |
| Pistola Standard de 25 m (ISSF) masculino - individual     | Pontus Nordgren Gotland                           | 552  | Jonathan David Patron Gibraltar                        | 540   | Bengt Hyytiäinen Gotland                  | 526    |
| Pistola Standard de 25 m (ISSF) masculino - equipe         | Bengt Hyytiäinen Pontus Nordgren Gotland          | 1078 | Louis Philip Baglietto Jonathan David Patron Gibraltar | 1051  | Roy Aune Jørgen Olsen Hitra               | 1024   |
|                                                            |                                                   |      |                                                        |       |                                           |        |
| Pistola Centrefire de 25 m (ISSF) masculino - individual   | Fredrik Blomqvist Åland                           | 549  | Eric de Saumarez Guernsey                              | 534   | Pontus Nordgren Gotland                   | 534    |
| Pistola Centrefire de 25 m (ISSF) masculino - equipe       | Eric de Saumarez Jack Hanca Guernsey              | 1062 | Peter Nordgren Thomas Larsson Gotland                  | 1057  | Matthew Reed Perron Phipps Ilha de Wight  | 1051   |
|                                                            |                                                   |      |                                                        |       |                                           |        |
| NPA Police Pistol 1 aberto - individual                    | Andrew Torode Guernsey                            | 295  | Jai Nolan Ilha de Wight                                | 294   | Jørgen Olsen Hitra                        | 292    |
| NPA Police Pistol 1 aberto - equipe                        | Andrew Torode James Straughan Guernsey            | 584  | Ben Videgrain Keith Videgrain Jersey                   | 578   | Jørgen Olsen Roy Aune Hitra               | 568    |
| NPA Service Pistol B aberto - individual                   | Andrew Torode Guernsey                            | 106  | Ben Videgrain Jersey                                   | 103   | Jørgen Olsen Hitra                        | 102    |
| NPA Service Pistol B aberto - equipe                       | Ben Videgrain Spencer Barr Jersey                 | 203  | Jørgen Olsen Roy Aune Hitra                            | 201   | Andrew Torode James Straughan Guernsey    | 189    |
|                                                            |                                                   |      |                                                        |       |                                           |        |
| Revolver WA 1500 48 Shot-Max 6” Barrel aberto - individual | Andrew Torode Guernsey                            | 474  | Ben Videgrain Jersey                                   | 471   | James Straughan Guernsey                  | 469    |
| Revolver WA 1500 48 Shot-Max 6” Barrel aberto - equipe     | Andrew Torode James Straughan Guernsey            | 943  | Ben Videgrain Spencer Barr Jersey                      | 935   | Jørgen Olsen Roy Aune Hitra               | 925    |

## Quadro de medalhas
Atualizado em 23 de julho de 2023
| Pos                 | Equipe              | Ouro | Prata | Bronze | Total |
| 1                   | Guernsey            | 16   | 9     | 8      | 33    |
| 2                   | Ilha de Wight       | 9    | 10    | 4      | 23    |
| 3                   | Gotland             | 7    | 1     | 2      | 10    |
| 4                   | Jersey              | 2    | 9     | 4      | 15    |
| 5                   | Ilhas Faroé         | 2    | 2     | 3      | 7     |
| 6                   | Minorca             | 1    | 2     | 1      | 4     |
| 7                   | Ilha de Man         | 1    | 1     | 5      | 7     |
| 8                   | Åland               | 1    | 1     | 1      | 3     |
| 8                   | Gozo                | 1    | 1     | 1      | 3     |
| 8                   | Anglesey            | 1    | 1     | 1      | 3     |
| 11                  | Gibraltar           | 0    | 2     | 4      | 6     |
| 12                  | Hitra               | 0    | 1     | 5      | 6     |
| 13                  | Sark                | 0    | 1     | 0      | 1     |
| 14                  | Ilhas Malvinas      | 0    | 0     | 1      | 1     |
| 15                  | Alderney            | 0    | 0     | 0      | 0     |
| 15                  | Bermuda             | 0    | 0     | 1      | 1     |
| 15                  | Orkney              | 0    | 0     | 1      | 1     |
| 15                  | Ilhas Ocidentais    | 0    | 0     | 0      | 0     |
| Totais (18 Equipes) | Totais (18 Equipes) | 41   | 41    | 42     | 124   |